# Калошин, Николай Александрович
Николай Александрович Калошин (4 мая 1911, Сасово, Тамбовская губерния — 1979) — советский учёный. Ректор Ждановского металлургического института (1951—1969). Кандидат технических наук (1938). Член КПСС (1940).

## Биография
Родился 4 мая 1911 года в селе Сасово Елатомского уезда Тамбовской губернии в многодетной крестьянской семье. Окончил Уральский политехнический институт по специальности «газопечное хозяйство». Под руководством доцента Марка Александровича Глинкова в 1938 году защитил кандидатскую диссертацию.
С 1940 года — член ВКП(б). В 1942 году был назначен заведующим отделом Свердловского городского комитета партии. Позднее работал в Министерстве внешней торговли СССР.
В марте 1950 года назначен заведующим кафедрой металлургических печей и энергетики Ждановского металлургического института, которой руководил до 1972 года. В октябре 1950 года был назначен заместителем директора института по учебной работе.
С сентября 1951 по июль 1969 года — ректор Ждановского металлургического института. За время руководства вузом набор вырос с 200 до 1000 студентов, был образован четвёртый по счёту факультет — общетехнический, была реализована концепция институтского квартала с новыми помещениями в центральной части города.
Проживал на улице Челюскинцев. Скончался в 1979 году.

## Награды и звания
- Орден «Знак Почёта»[1]
- Орден Трудового Красного Знамени (1961)[1]
- Серебряная медаль ВДНХ (1966)[1]